# Виценхаузен
Виценхаузен (њем. Witzenhausen) град је у њемачкој савезној држави Хесен. Једно је од 16 општинских средишта округа Вера-Мајснер. Према процјени из 2010. у граду је живјело 15.549 становника. Посједује регионалну шифру (AGS) 6636016.

## Географски и демографски подаци
Виценхаузен се налази у савезној држави Хесен у округу Вера-Мајснер. Град се налази на надморској висини од 147 метара. Површина општине износи 126,7 km². У самом граду је, према процјени из 2010. године, живјело 15.549 становника. Просјечна густина становништва износи 123 становника/km².

## Међународна сарадња
| Мјесто | Држава               | Врста сарадње | Од    |
| ------ | -------------------- | ------------- | ----- |
|        | Француска            | партнерство   | 1975. |
|        | Уганда               | партнерство   | 2001. |
| Вињола | Италија              | партнерство   | 1995. |
| Филтон | Уједињено Краљевство | партнерство   | 1978. |
| Извор  |                      |               |       |